# Tabanus mentitus
Tabanus mentitus är en tvåvingeart som beskrevs av Walker 1848. Tabanus mentitus ingår i släktet Tabanus och familjen bromsar. Inga underarter finns listade i Catalogue of Life.